# Makur
Makur är en ö i Mikronesiska federationen.   Den ligger i kommunen Makur Municipality och delstaten Chuuk, i den västra delen av landet, 900 km väster om huvudstaden Palikir. Arean är 0,47 kvadratkilometer.
Terrängen på Makur är mycket platt. Öns högsta punkt är 16 meter över havet. 